# Stade Lamport
Le stade Allan A. Lamport (en anglais Allan A. Lamport Stadium), aussi connu comme le « Den », est un stade omnisports situé sur la King Street West à Liberty Village (en), un quartier de Toronto, dans la province de l'Ontario au Canada. Il héberge différents clubs comme le Wolfpack de Toronto, le Toronto FC II, et il est le stade attitré de l’équipe du Canada de rugby à XIII. Les 9 600 places assises étaient initialement dédiées au soccer, avec une surface de jeu adaptée à la fois au hockey sur gazon et au soccer (ou football, selon les instances internationales, FIFA notamment) . Le stade a été nommé ainsi en l'honneur d'un homme politique de Toronto, Allan Lamport, qui était chargé des activités sportives dans la ville.

## Histoire
Le stade Lamport a été construit au cours de l'hiver et du printemps 1974-1975 sur le site de la célèbre maison de correction pour femmes, la maison Andrew Mercer et a été inauguré le 1er juillet 1975.
Depuis sa construction, la surface de jeu a toujours été en gazon artificiel. Le gazon artificiel a été récemment remplacé en 2008 par du « Dol Turf ».

## Utilisation du stade

### Utilisation du stade par le Wolfpack de Toronto
Le club de rugby à XIII de Toronto utilise le stade en alternance, dans la mesure où le championnat qu'il dispute, le Championship, est à cheval sur deux continents, l'Europe et l'Amérique du nord. Cela l'amène parfois à jouer plusieurs matchs à domicile à la suite, comme en 2018, où il dispute sept matchs d'affilée à domicile au stade Lamport. Les « chambrées  » sont d'ailleurs tout à fait importantes, puisque, par exemple, lors de la réception de l'équipe anglaise des London Broncos, on a comptabilisé 7 384 spectateurs le 10 juin 2018.